# Jeannette Miller
Jeannette Miller  (Santo Domingo, República Dominicana, 2 de agosto de 1944) es una escritora, poeta, narradora, ensayista e historiadora de arte dominicana. Ganadora del premio Nacional de Literatura de su país en el año 2011.

## Biografía
Jeannette de los Ángeles Miller Rivas es hija de Rosa Rivas y del escritor Fredy Miller Otero. Su padre fue asesinado en 1959 por el régimen de Trujillo.
Cursó su educación primaria en el colegio María Auxiliadora y secundaria en el colegio Apostolado de Santo Domingo. Se licenció en Letras por la Universidad Autónoma de Santo Domingo en la que ejerció la docencia, al igual que en la Universidad Central del Este, en la Escuela Nacional de Bellas Artes, en el Seminario Arquidiocesano Santo Tomás de Aquino y en el Centro Bonó.
Vivió en Madrid desde 1965 hasta 1970, donde recibió clases con Gonzalo Torrente Ballester y Carlos Bousoño. En 1976 participó en el Seminario Museología y Arte con el Profesor Donald B. Goddall, bajo el auspicio de The Southern Consortium for International Education, en el ICDA, Santo Domingo.

## Carrera
Figura sobresaliente de la llamada Generación del 60, perteneció a Arte y Liberación (1962) junto a Miguel Alfonseca, Silvano Lora, José Ramírez Conde, Armando Almánzar, René del Risco, Jacques Viau y otros.
En 1977 ganó el Supremo de Plata Jaycee’s, otorgado a los diez jóvenes más sobresalientes del país y el premio Anual en la categoría Libro de Arte 1997 de la Asociación Puertorriqueña de Críticos de Arte.
Su actividad creadora e intelectual abarca la poesía, la narrativa, el ensayo, la crítica y la historia del arte. Sus artículos sobre crítica de arte han sido publicados por los periódicos El Caribe y Hoy.  Fue amiga y colaboradora de la crítica de arte María Ugarte, junto a la que publicó varios libros. De acuerdo con la crítica de arte Marianne de Tolentino, "fue un ´amadrinamiento´, vínculo intelectual y humano casi filial, de intensa admiración que Doña María también manifestó por Jeannette".
Ha sido jurado en concursos nacionales e internacionales de Literatura y Artes Plásticas. Fue miembro fundadora del Patronato del Museo de Arte Moderno de Santo Domingo y de la Casa del Escritor Dominicano. En 1975 recibió el premio de Investigación Teatro Nacional y Comisión Jurídica de la Mujer ante las Naciones Unidas y al año siguiente fue galardonado con el premio a la Crónica y Crítica de Arte Fundación Pellerano Alfau. En el año 2000 se convirtió en la Directora del Suplemento Cultural ESPACIOS, del periódico El Caribe y pasó a ser miembro de número de la Academia Dominicana de la Historia.
En 2006 el sello Alfaguara publicó su novela La vida es otra cosa, que se convirtió en un best-seller de las letras dominicanas y que en palabras del escritor José Alcántara Almánzar "marca un antes y un después en las novelas dominicanas de temática social".
En 2007, obtuvo el Premio Nacional Feria del Libro “Eduardo León Jimenes”, uno de los galardones literarios más importantes del país, por su libro Importancia del contexto histórico en el desarrollo del arte dominicano.
En 2010, se le otorgó el Premio Nacional de Cuento José Ramón López a su libro A mí no me gustan los boleros, pero sobre todo fue galardonada con el Premio Nacional de Literatura de la República Dominicana, patrocinado por la Fundación Corripio y el Ministerio de Cultura. Su obra literaria ha sido traducida al inglés, francés, italiano, portugués y alemán, y figura en importantes estudios y antologías sobre la literatura del Caribe.

## Poesía
- El Viaje. Cuadernos Hispanoamericanos. España. 1967.
- Fórmulas para Combatir el Miedo. Editorial Taller, Santo Domingo, 1972.
- Fichas de identidad / Estadías. Editorial Taller, Santo Domingo, 1985.
- Fernando Peña Defilló: Mundos paralelos (ensayo en poesía). Ediciones Galería de Arte Moderno, Santo Domingo, 1985.
- Polvo eres. Colección del Banco Central de la República Dominicana, Santo Domingo. 2013.
- Testigo de la luz (Poemas 1962-2016) . Colección del Banco Central de la República Dominicana, Santo Domingo, 2017.

## Narrativa
- Cuentos de Mujeres. Editorial Cole, Santo Domingo, 2002.
- La vida es otra cosa. Editorial Alfaguara, Santo Domingo, 2005.
- A mi no me gustan los boleros. Editorial Alfaguara, Santo Domingo, 2009.
- El corazón de Juan. Banco León, Santo Domingo, 2013.
- La verdadera historia de María Cristo. Editorial Santillana, Santo Domingo, 2015.
- Hombrecito. Editorial Santillana, colección Lo que leo, Santo Domingo, 2016.
- Color de Piel. Editorial Santuario, Santo Domingo, 2019.

## Ensayos de arte
- Historia de la pintura dominicana (historia del arte) (Amigo del Hogar, 1979)
- Guía de la Galería de Arte Moderno (arte) (Santo Domingo. Ediciones Galería de Arte Moderno. 1982)
- Paul Guidicelli: Sobreviviente de una época oscura (arte) (Ediciones Galería de Arte Moderno. Santo Domingo. 1983)[11]
- Fernando Peña Defilló: Desde el origen hacia la libertad (arte) (Ediciones Galería de Arte Moderno. Santo Domingo. 1983)
- Paisaje dominicano: pintura y poesía (historia del arte) Gatón Arce, Freddy; Miller, Jeannette. (Ediciones Empresas BHD. Santo Domingo.1992)
- Poesía y pintura dominicanas: una relación que permanece. Ponencias del Primer Congreso Crítico de Literatura Dominicana. (Editora de Colores. Santo Domingo. 1994.
- Arte dominicano, artistas españoles y modernidad: 1920-1961 (historia del arte) Miller Jeannette, Ugarte, María. Ediciones Centro Cultural Hispánico e Instituto de Cooperación Iberoamericana, Santo Domingo 1996.
- Noemí Ruiz y la poesía visual del Trópico. Borinquen Lithographers Corp., Carolina, Puerto Rico. 1996.
- Arte dominicano: 1944-1997. Editora Alfa y Omega, Santo Domingo, 1997.
- Gaspar Mario Cruz: poeta de las formas. Ediciones Último Arte, Santo Domingo, 1997.
- Art in Dominican Republic: 1844-2000. Latin American Art in the 20th Century . Londres, Phaidon Press Limited, 1996 / Madrid, Editorial Nerea, 1998.
- República Dominicana: arte del siglo XX.) Arte latinoamericano y del Caribe al umbral del siglo XXI.  Colección UNESCO, París, 1999)
- Domingo Batista: esencia y monumentalidad del paisaje dominicano. Domingo Batista: fotografías dominicanas.  Colección UNESCO, Consejo Presidencial de Cultura, Santo Domingo. 1999.
- Fernando Peña Defilló. Ediciones Vistacolor, Miami, 2000.
- Tesoros de arte del Banco Popular Dominicano  (Ediciones del Banco Popular Dominicano, Santo Domingo, 2001)
- Arte, globalización, el miedo dinamizante y la respuesta contestataria.  Globalización. Nomadismo. Identidades Documento de la VII Bienal Internacional de Cuenca. Monsalve Moreno Editores, Ecuador, 2002.
- Magia y verismo del blanco y negro en el arte fotográfico de Max Pou en el libro Cien veces Max. Publicaciones Centro León. Santiago de los Caballeros, 2005.
- Importancia del contexto histórico en el desarrollo del arte dominicano. Cronología del arte dominicano: 1844-2005. Secretaría de Estado de Educación Superior, Ciencia y Tecnología. Editora Amigo del Hogar, 2005, Santo Domingo.
- Domingo Batista: asombro, parpadeo, esplendor, paisaje, luz…  en Domingo Batista XL. Publicaciones Centro León. Santiago de los Caballeros, 2005.
- La mujer en el arte dominicano. Ediciones Banco del Progreso Dominicano, Santo Domingo, 2005.
- Historia de la Fotografía Dominicana (2 tomos). Colección Centenario Grupo León Jimenes. Santo Domingo. 2010.

## Ensayos en colaboración con María Ugarte
- Arte dominicano: 1844-2000. Pintura, dibujo, gráfica y mural. Miller, Jeannette; Ugarte María. Colección Cultural Codetel. Amigo del Hogar, Santo Domingo, 2001)
- Arte dominicano: 1844-2000. Escultura, instalaciones, medios no tradicionales y arte vitral (historia del arte) Miller, Jeannette; Ugarte María. Colección Cultural Codetel. Amigo del Hogar, Santo Domingo, 2002)
- María Ugarte: textos literarios (Edición, selección y prólogo) (Colección del Banco Central de la República Dominicana, Santo Domingo, 2006)

## Misceláneo
- Ortografía. Amigo del Hogar. Santo Domingo, 1981 y 1983.
- Fredy Miller: realidad y leyenda (Edición, selección y prólogo) (Colección del Banco Central de la República Dominicana, Santo Domingo. 2005)
- Rescatando la poesía nacional con la Colección Pensamiento Dominicano. (ensayo) Colección Pensamiento Dominicano, tomo I: Poesía. Publicaciones del Banco de Reservas, Santo Domingo, 2008).
- Textos sobre arte literatura e identidad. Colección del Banco Central de la República Dominicana. Santo Domingo, 2009.
- La Mañosa: una excelente fotografía del siglo XX dominicano. Dos coloquios sobre la obra de Juan Bosch. Colección del Banco Central de la República Dominicana. Santo Domingo. 2010)
- El exilio republicano español y sus aportes a la modernidad en el arte dominicano. El exilio republicano español en la sociedad dominicana. Miller, Jeannette et al. Comisión Permanente de Efemérides Patrias, Archivo General de la Nación, volumen CXIII; Academia Dominicana de la Historia, volumen LXXXIX. Editora Búho. Santo Domingo. Marzo, 2010)
- República Dominicana: arte y arquitectura: 1844-2000 en Historia del Caribe. Capítulo 16. Miller, Jeannette et al. Instituto de Historia, CCHS (CSIC). Madrid, España. 2010.

## Guion cinematográfico
El mundo mágico de Gilberto Hernández Ortega.  Cinemateca Nacional. Santo Domingo, 1979. 